# Paudalho
Paudalho is een gemeente in de Braziliaanse deelstaat Pernambuco. De gemeente telt 47.521 inwoners (schatting 2009).